# WOW air
WOW air — исландская бюджетная авиакомпания. Базировалась в аэропорту Кеблавик города Рейкьявик, откуда выполняла международные рейсы в Европу и США. Штаб-квартира компании располагалась в Рейкьявике.

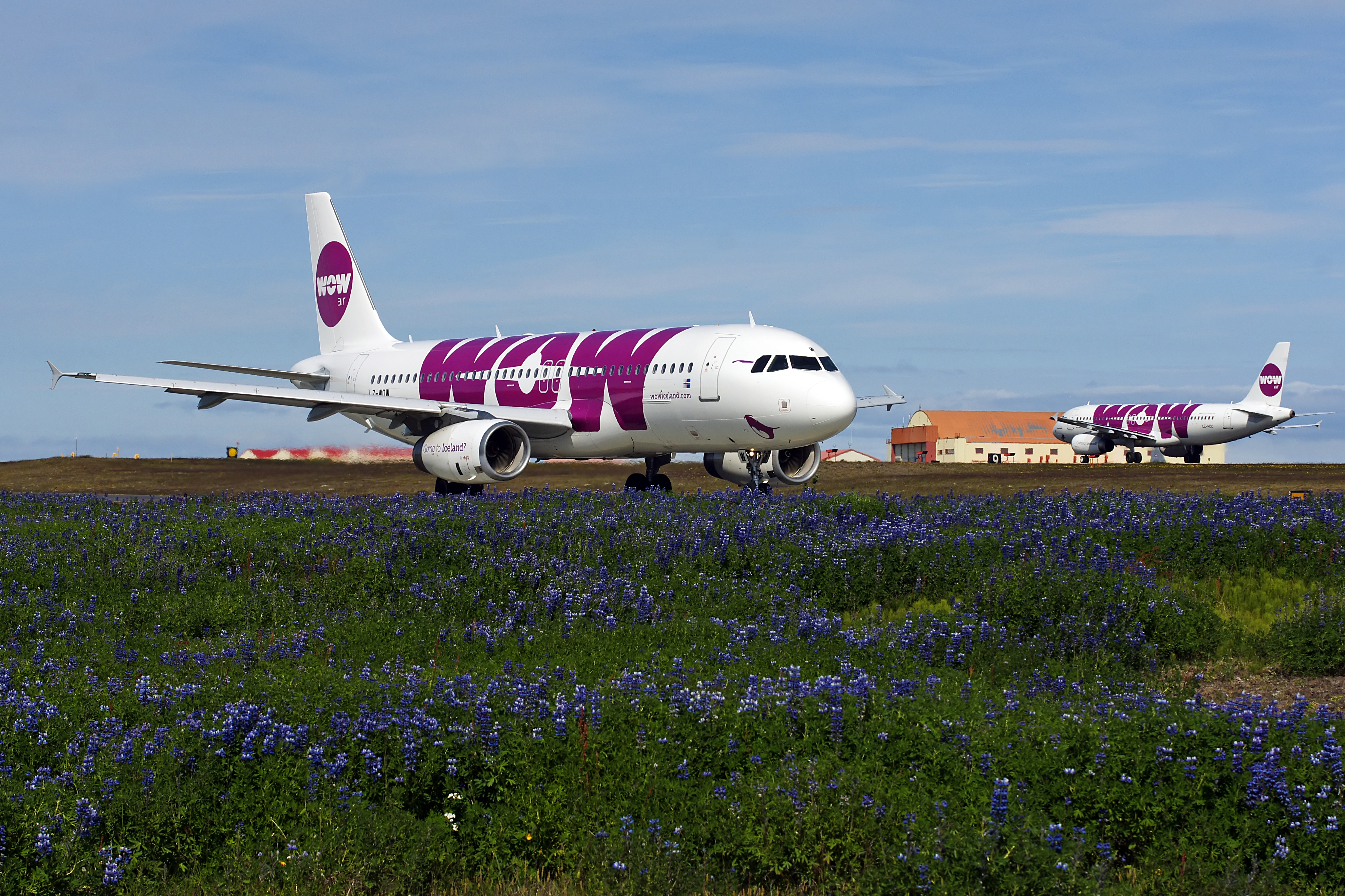
Два самолёта Airbus A320 авиакомпании WOW air в аэропорту Кеблавик в 2015 году

## История

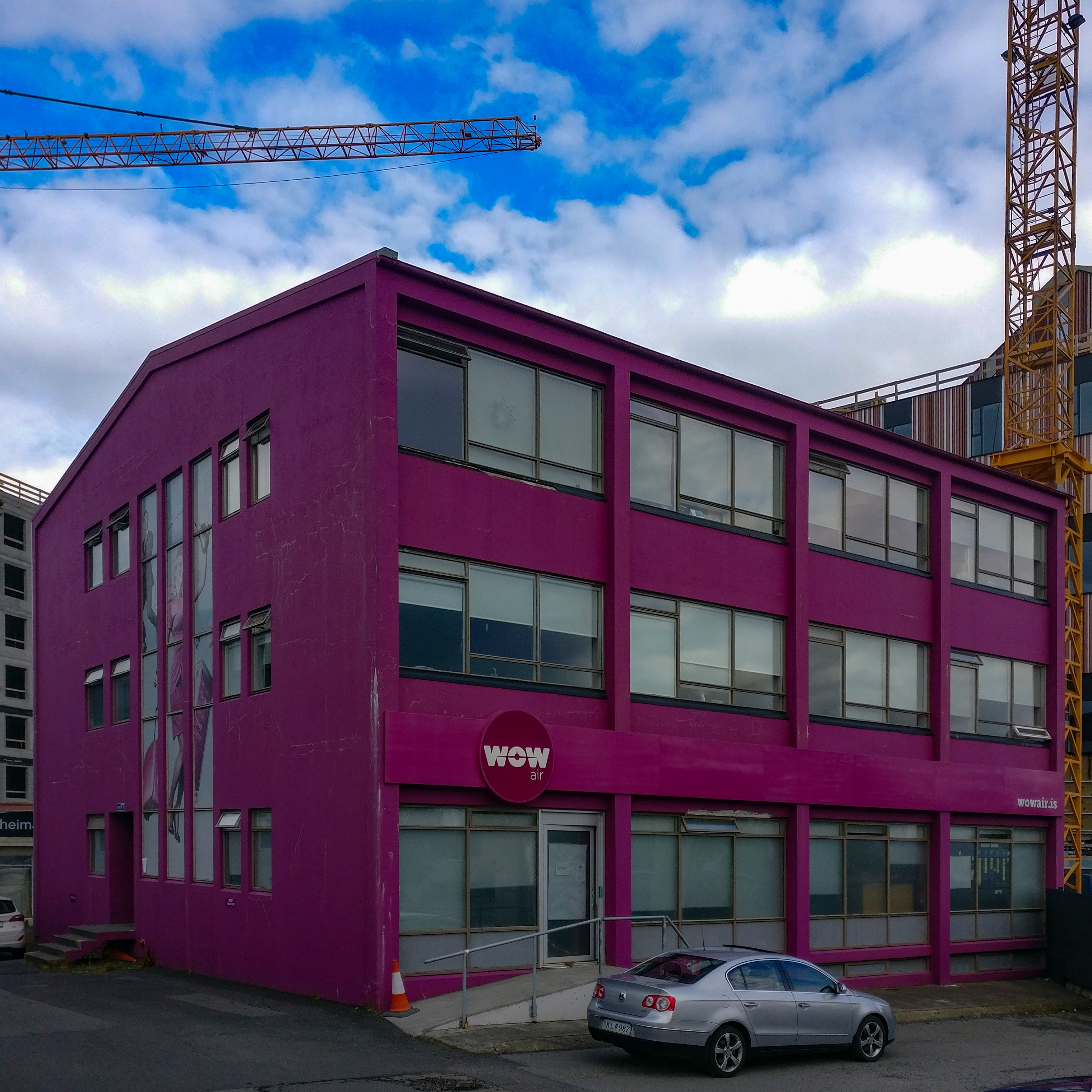
Головной офис авиакомпании в Рейкьявике

Wow Air была основана в ноябре 2011 года исландским предпринимателем Скули Могенсеном.
Летом 2012 года WOW Air и Iceland Express начали переговоры о с слиянии. Сделка между двумя исландскими перевозчиками была согласована, и 24 октября 2012 года WOW Air получила флот и направления Iceland Express, а авиакомпания Iceland Express прекратила существование.
С 2012 по 2018 годы компания перевела 3,5 млн пассажиров.
В 2018 году стала испытывать трудности в финансовой части; привлечь инвесторов не удалось и 28 марта 2019 года авиакомпания прекратила работу.

## Флот
За время существования авиакомпании её авиапарк включал в себя 23 самолета. Это были пять Airbus A320-200, один  Airbus A320neo, двенадцать Airbus A321-200, два Airbus A321neo и три широкофюзеляжных Airbus A330-300.

## Галерея

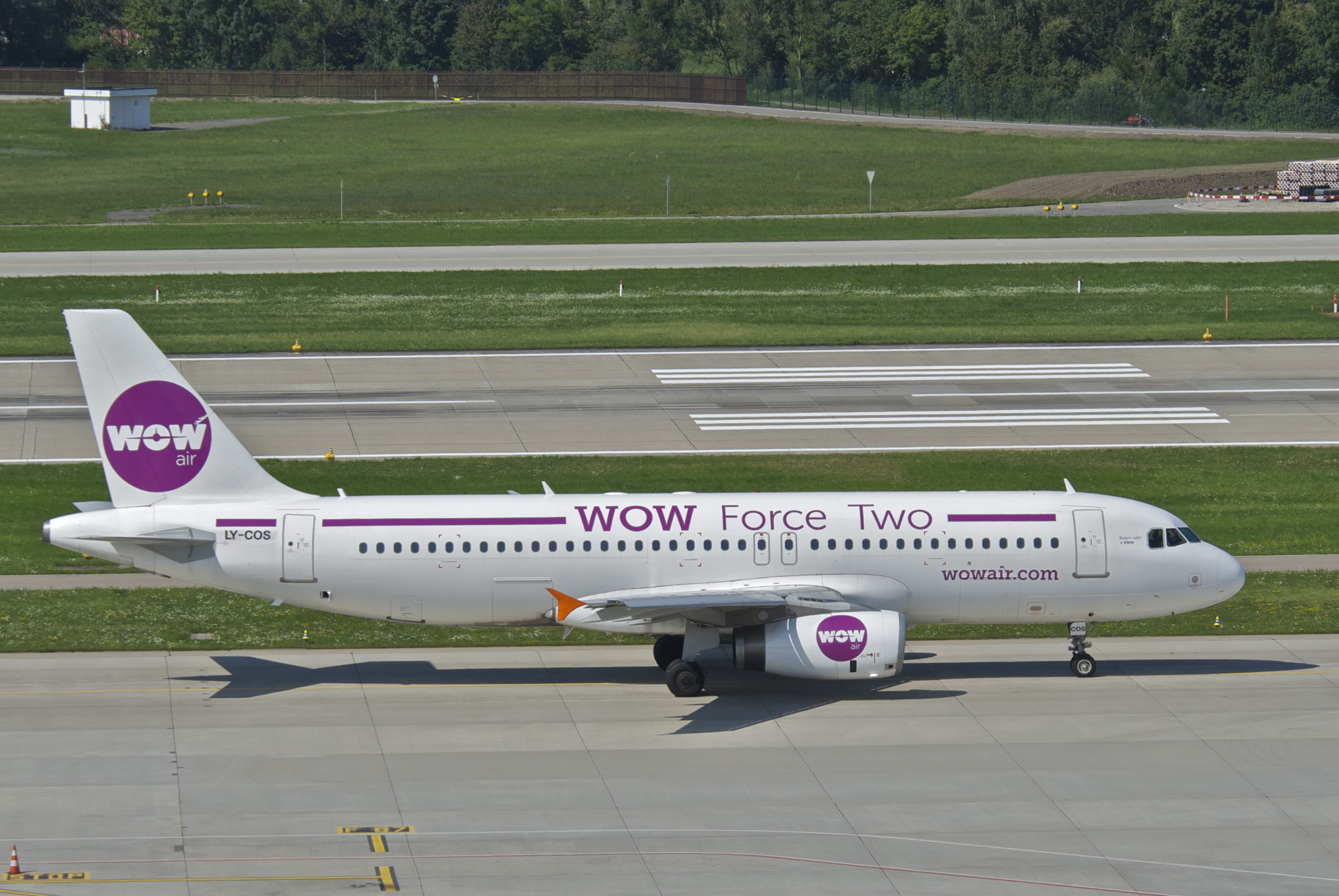
Airbus A320 в 2012 году
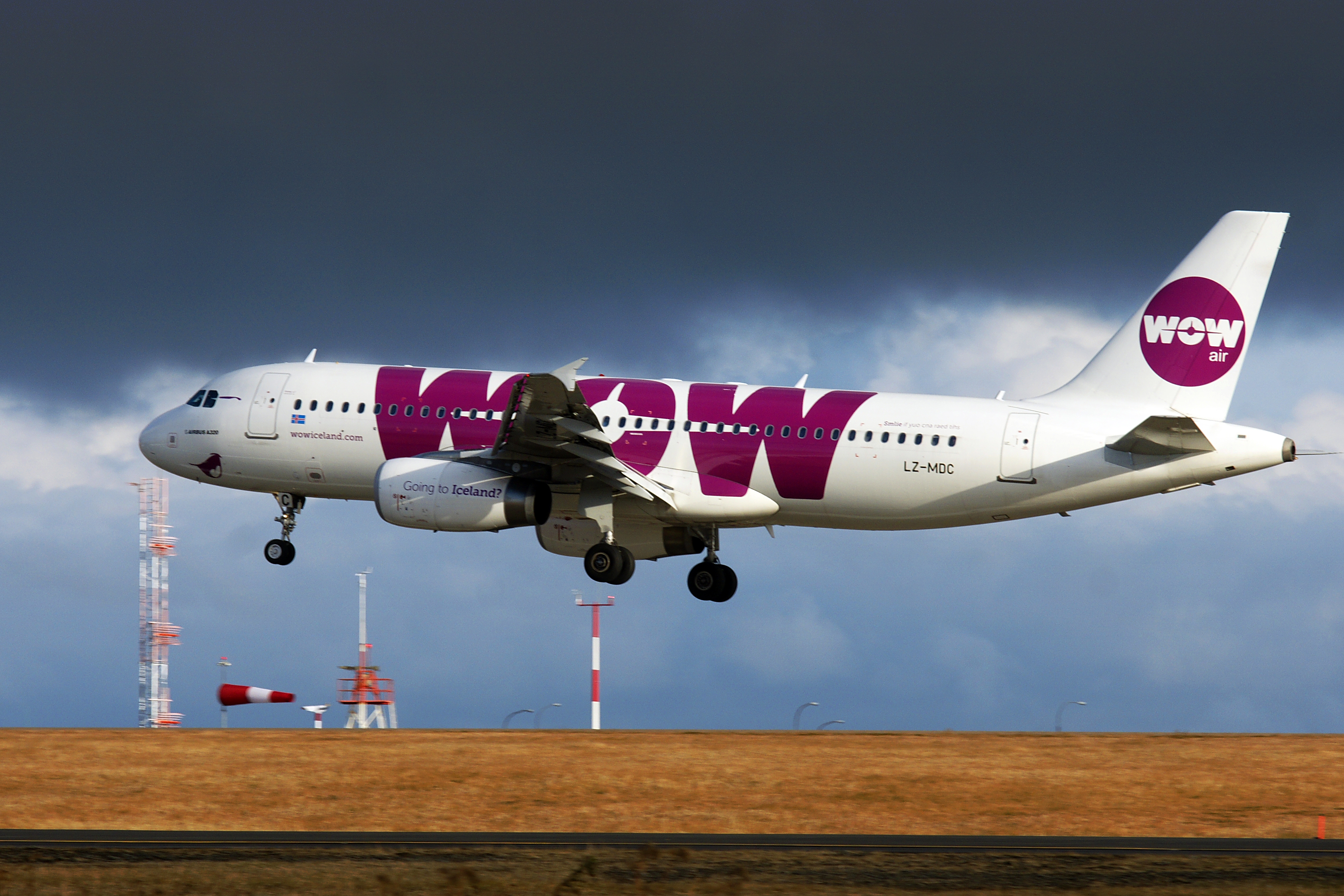
Airbus A320 в 2014 году
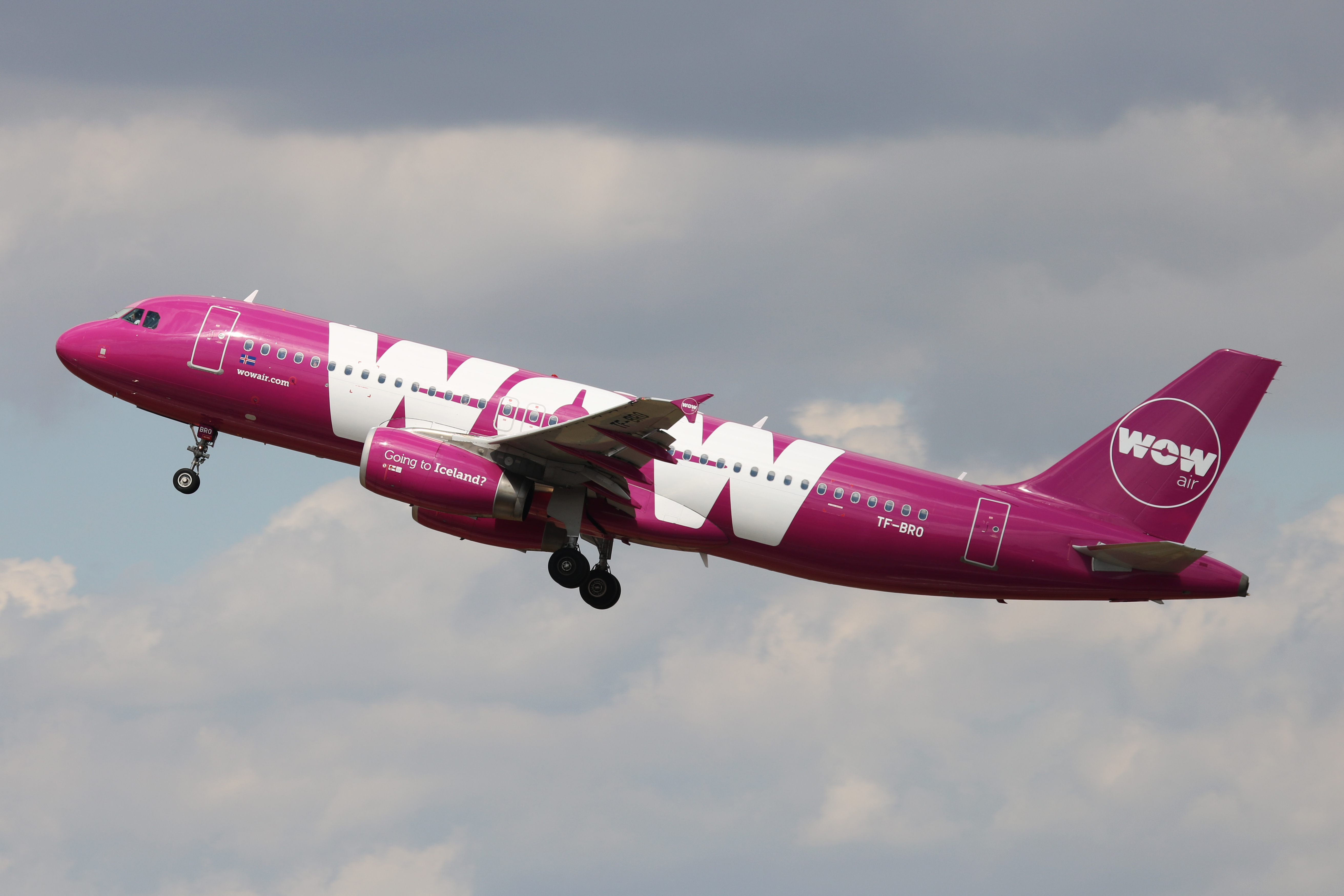
Airbus A320 в 2018 году

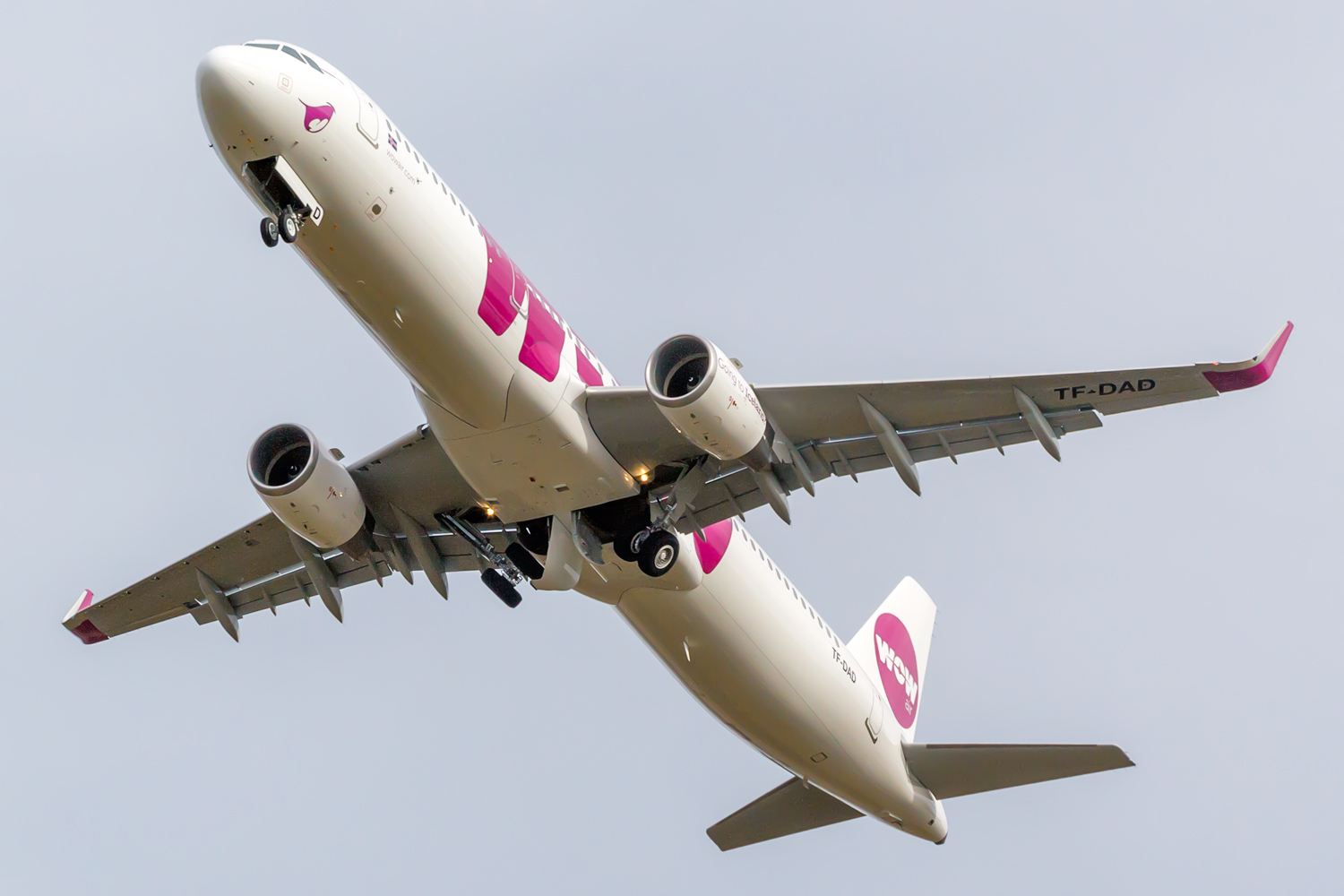
Airbus A321 в 2015 году
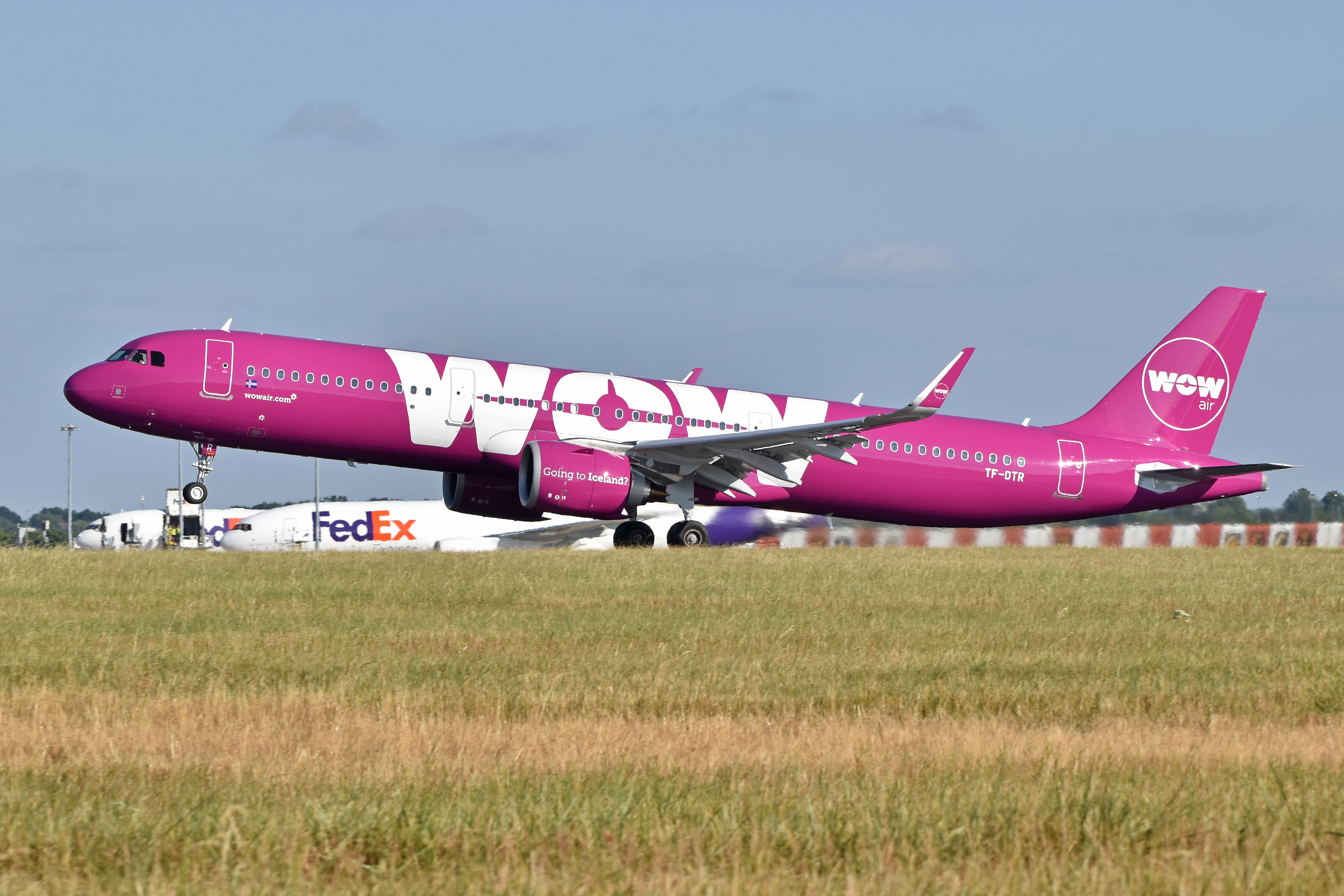
Airbus A321neo в 2018 году
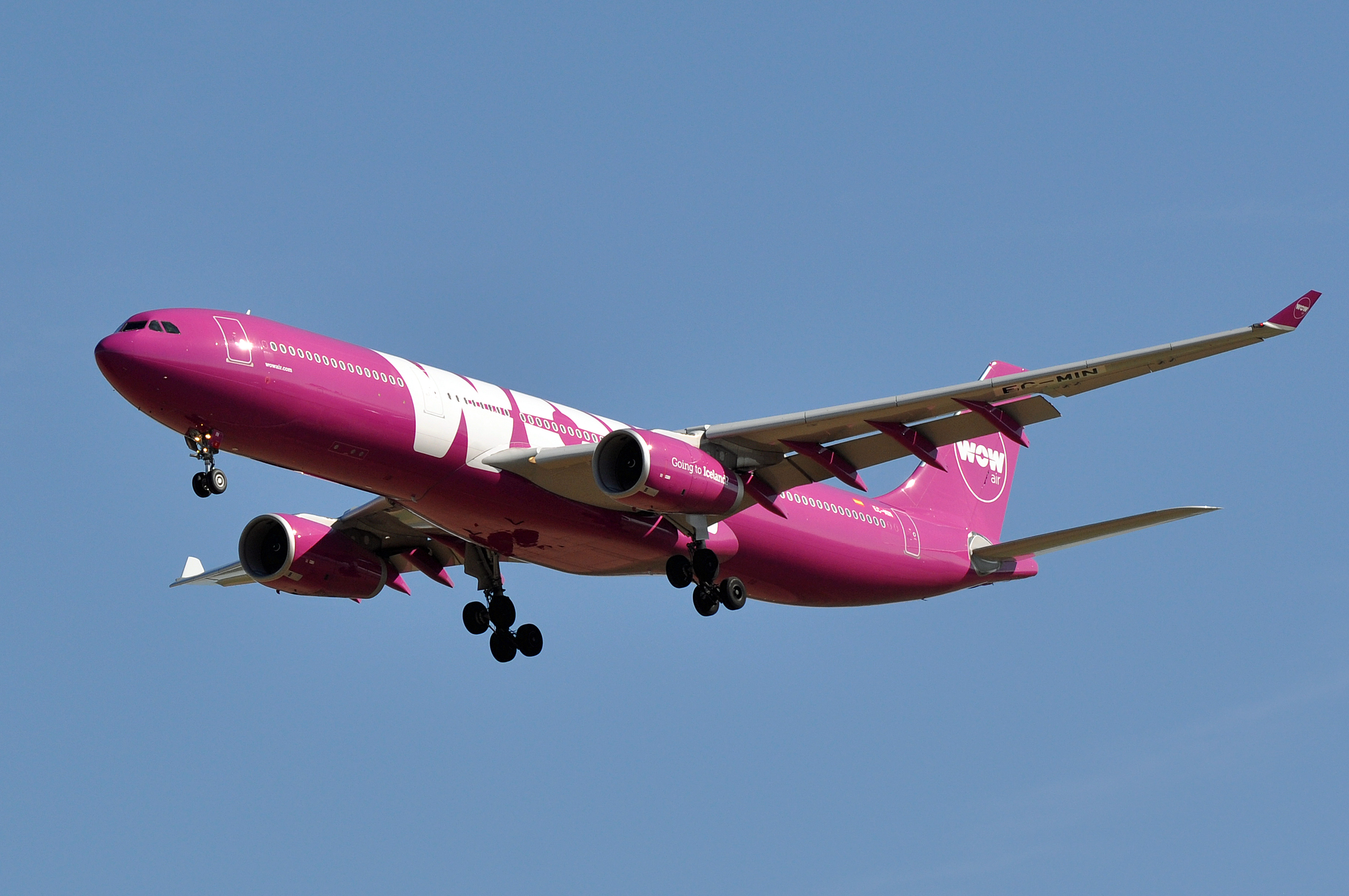
Airbus A330 в 2018 году